# 吉爾吉斯裔美國人
吉爾吉斯裔美國人，是指有吉爾吉斯族血統的美國公民。人數約60000人。

## 歷史
吉爾吉斯人移民美國始於1970年代，當時數百名阿富汗吉爾吉斯人在蘇聯入侵阿富汗期間被迫從阿富汗撤離。然而，在蘇聯解體和後蘇聯國家政治不穩定之後，大規模移民到美國始於1990年代。通常，移民是在“綠卡”制度（多元化簽證）下進行的。

## 現況
吉爾吉斯移民通常居住在紐約、洛杉磯、芝加哥和三藩市等美國主要城市，從經濟角度來看，這些城市很有吸引力，那裡有很多工作和商業機會。
許多來自吉爾吉斯斯坦的移民在IT技術領域工作，並過著積極的政治生活。2020年2月4日，吉爾吉斯裔公民抗議唐納德·特朗普限制包括吉爾吉斯斯坦在內的六個國家公民入境的法令。
在芝加哥，有一個吉爾吉斯人社區，舉辦各種活動，從節日慶祝活動到教育和文化活動。美國各城市也有吉爾吉斯餐廳和場所，例如 Jibek Jolu 和 Bai Café。